# أولغا ألافا
أولغا ألافا (بالإسبانية: Olga Mercedes Álava Vargas)‏ هي متسابقة ملكة الجمال وعارضة إكوادورية، ولدت في 14 فبراير 1988 في غواياكيل في الإكوادور.